# Christian Rach

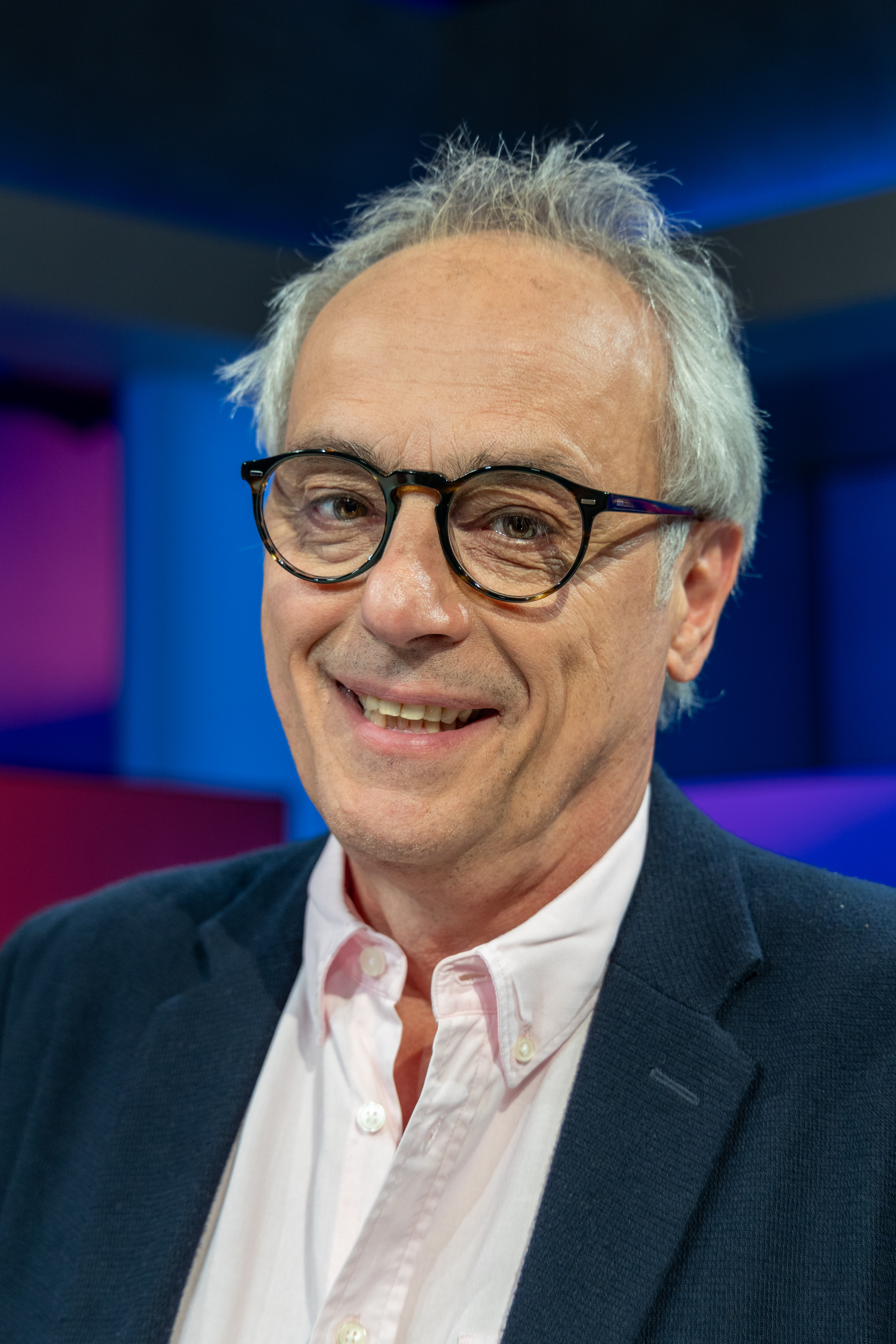
Christian Rach, 2025

Christian Rach (* 6. Juni 1957 in St. Ingbert) ist ein deutscher Koch, Fernsehkoch und Kochbuchautor. Durch die RTL-Sendung Rach, der Restauranttester wurde er überregional bekannt.

## Leben

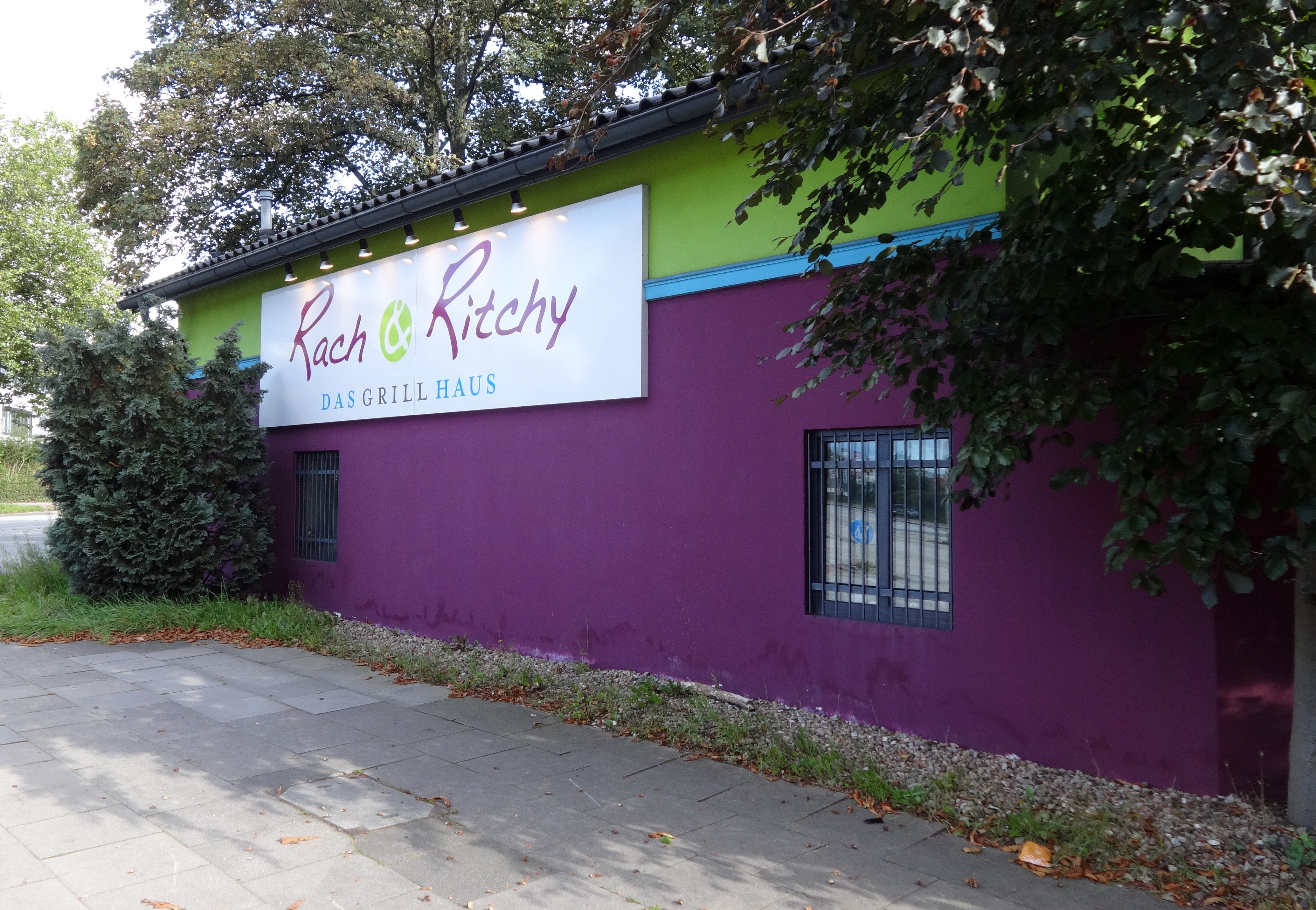
Rach & Ritchy in Hamburg (2015)

Rach wuchs in St. Ingbert auf, sein Vater war Elektroingenieur, seine Mutter Hausfrau. Nach dem Abitur studierte er von 1978 bis 1983 Philosophie und Mathematik an der Universität Hamburg.  Während seines Studiums arbeitete Christian Rach zunächst als Kellner, entdeckte jedoch bald seine Leidenschaft für das Kochen und finanzierte das Studium fortan als Koch, so 1982 und 1983 im Strandhof bei Uwe Witzke. Er verließ die Universität kurz vor dem Examen ohne Abschluss, weil er damals die Chance zur Mitarbeit in einem französischen Restaurant habe nutzen wollen. So arbeitete er ab 1983 zunächst bei Philippe Boissou in Grenoble und dann 1984 als Souschef im Korso in Wien, wo er Einblicke in die kreative, klassische Küche erhielt.
Zurück in Hamburg eröffnete er 1986 in Altona das innerstädtische Restaurant Leopold und 1989 zusammen mit Robert Wullkopf in einer ehemaligen Fernfahrerkneipe das Tafelhaus nahe dem Altonaer Hafen in Hamburg. Das Tafelhaus in einem alten Friedhofshäuschen des Hamburger Stadtteils Ottensen erhielt seit 1991 jährlich einen Michelin-Stern sowie weitere Auszeichnungen. Ab 2001 wurde die Cantina Milano, die dem Tafelhaus angeschlossen war, ebenfalls von Christian Rach geleitet. Das Tafelhaus ist seit dem 30. September 2011 geschlossen.
Rach betrieb von 1997 bis November 2007 auch das Hamburger Restaurant Engel mit dem Imbiss Luzifer und brachte beide zu ihrem heutigen Bekanntheitsgrad. 2001 eröffnete er das Darling Harbour,
das allerdings im Jahr 2004 schließen musste, da nach Rachs eigener Einschätzung unter anderem das moderne Konzept nicht angenommen wurde.
Im Jahr 2009 übernahm er mit einem Partner das Gourmetrestaurant Das kleine Rote in Hamburg-Bahrenfeld und änderte das Konzept in ein „Luxus-Steakhaus“ mit dem Namen Rach & Ritchy. Dieses wurde im Jahr 2019 geschlossen.
Christian Rach ist ehrenamtlich Botschafter des Kinderhospizes Mitteldeutschland und engagiert sich für todkranke Kinder und deren Familien. In Zusammenarbeit mit dem WWF Deutschland setzt Christian Rach sich gegen Verschwendung von Lebensmitteln ein.
Rach lebt in Hamburg-Othmarschen.

### Fernsehen
Rach war 2005 in der RTL-Sendung Teufels Küche vertreten, wo er eine Küchencrew aus Prominenten leitete.
Noch im selben Jahr startete die Fernsehsendung Rach, der Restauranttester, in der er bis 2013 Restaurants Hilfestellung in Küche und Unternehmensführung gab. 2010 hatte er einen Cameo-Auftritt in seiner Rolle als Restauranttester im TV-Film C.I.S. – Chaoten im Sondereinsatz. Vom 30. August bis zum 18. Oktober 2010 sendete RTL die 1. Staffel von Rachs Restaurantschule. Zwischen dem 16. April und 21. Mai 2012 sendete RTL die 2. Staffel dieser Sendereihe. Im Juni 2013 startete bei RTL eine neue Doku-Reihe Rach deckt auf.
Christian Rach wechselte Anfang 2014 zum ZDF. Seine Sendung Rach tischt auf wurde bereits nach vier Sendungen wegen schlechter Einschaltquoten eingestellt. 2015 war Rach in einer dreiteiligen Terra X-Dokumentation zum Thema der Kulturgeschichte des Essens zu sehen. Ebenfalls 2015 lief die ZDF-Sendereihe Rach und die Restaurantgründer. Die Einschaltquoten waren verhalten.
2015 kehrte er zu RTL zurück. Die ersten Sendungen nach dem Weggang vom ZDF liefen im September und Oktober 2015 unter dem Titel Rach undercover.  Im April 2016 startete er mit einer weiteren Sendung Rach sucht: Deutschlands Lieblingsrestaurant, wo der Koch in sechs Folgen mehrere Lokale mit nationalen und internationalen Speisenangeboten aufsucht, um diese auf verschiedene Eigenschaften, wie Service und Essen, zu testen und zu bewerten. Von März bis April 2017 wurden neue Folgen von Rach, der Restauranttester gesendet. Im August 2017 wurde bekannt, dass keine weiteren neuen Folgen von Rach, der Restauranttester geplant sind.
Seit 2019 hat Christian Rach eine eigene Kochshow namens Gewusst wie! Rachs 5€-Küche beim Gesundheitssender health tv.
2019 wurde er neben Reiner Calmund und Mirja Boes neues Jurymitglied in der Neuauflage der VOX-Kochshow Grill den Henssler.

## Auszeichnungen
- Bayerischer Fernsehpreis 2009 für Rach, der Restaurant-Tester (RTL)
- Goldene Kamera 2010 für Rach, der Restaurant-Tester (RTL)
- Deutscher Fernsehpreis 2010 – Bestes Dokutainment für Rach, der Restaurant-Tester und Rachs Restaurantschule
- Medienpreis des Deutschen Mittelstandes 2010, verliehen von der Verlagsgruppe markt intern

## Buchveröffentlichungen
- Das Kochgesetzbuch. Die Grundregeln erfolgreichen Kochens. Edel, Hamburg 2008, ISBN 978-3-941378-03-2.
- Das Gästebuch. Kochen für besondere Anlässe. Edel, Hamburg 2009, ISBN 978-3-941378-29-2.
- Rach kocht. Morgens, mittags, abends – lustvoll und gesund. Edel, Hamburg 2010, ISBN 978-3-941378-88-9.
- Besser: Besser essen!. Edel, Hamburg 2011, ISBN 978-3-8419-0135-4.
- Rachs Rezepte für jeden Tag – Große Küche für kleines Geld. GU, München, 2019, ISBN 978-3-8338-7101-6.
- Rachs Rezepte für Weihnachten. GU, München, 2020, ISBN 978-3-8338-7763-6.